# Qorasuv
Qorasuv (in russo Карасу?, Karasu) è una città del distretto di Kurgontepa nella regione di Andijan, in Uzbekistan. Il suo nome in uzbeco significa "acqua nera" (qora - nero, suv - acqua).
Ha una popolazione (calcolata per il 2009) di 27.453 abitanti. La città si trova nella valle di Fergana, circa 50 km a est di Andijan al confine con il Kirghizistan. La città è essenzialmente un tutt'uno con la città kirghisa di Kara-Suu ed è separata da quest'ultima da un confine di epoca sovietica. 
Nel maggio 2005, a seguito del massacro di Andijon ci furono dei disordini a Qorasuv, quando migliaia di uzbeki cercarono di fuggire in Kirghizistan.